# 네이티브 광고
네이티브 광고(native ad)는 해당 웹사이트에 맞게 고유한 방식으로 기획 및 제작된 광고를 말한다. 기존 광고와는 달리 웹사이트 이용자가 경험하는 콘텐츠 일부로 작동하여 기존 광고보다 사용자의 관심을 적극적으로 끄는 형식을 사용한다.
배너 광고처럼 본 콘텐츠와 분리된 별도 자리에 존재하지 않고 해당 웹사이트의 주요 콘텐츠 형식과 비슷한 모양으로 제작한 광고를 뜻한다. 페이스북 뉴스피드에 올라오는 홍보 글, 구글 검색 시 나오는 검색어 광고, 언론사 사이트에 일반 기사와 동등하게 배치되는 협찬 기사 등이 그 예이다. 제작비를 협찬 받았다는 사실을 명확히 기재하며, 해당 기업을 일방적으로 홍보하는 내용이 아니라 기사 가치가 충분한 양질의 콘텐츠라는 점이 ‘기사형 광고’와의 차이점이다. 신생 디지털 미디어는 물론이고 뉴욕타임스, 워싱턴포스트, 월스트리트저널, 파이낸셜타임스, 가디언 등 주요 외신도 제공한다.
종이 신문과 잡지에 묶여 있는 광고는 공간의 제약으로 인해 독자 스스로 확산시킬 수 없는 것에 반해 다양한 사회관계망서비스로 연결된 인터넷 이용자는 자신들의 친구들에게 네이티브 광고를 추천하고, 네이티브 광고에 댓글을 달 수 있다. 종이 광고, 지상파 광고, 배너 광고 등은 일회성이라는 제약을 가지기 때문에 매체를 통해 광고가 이용자에게 전달되면 그 광고는 역사 및 기록 속으로 사라진다. 그러나 URL을 가진 네이티브 광고는 뉴스사이트에서 제공하는 '브랜드 페이지'라는 이름의 공간에 차곡차곡 쌓이고, 이 공간을 매개로 다시 이용자와 소통한다. 해당 브랜드의 트위터 '팔로우 버튼', 페이스북 팬 페이지 '좋아요 상자', 네이티브 광고, 관련 뉴스 등이 이 '브랜드 페이지'에 모이게 된다. '좋아요', '댓글' 등 소셜 액션과 연결되는 빈도수가 높을수록 네이티브 광고가 검색 서비스 상위에 노출될 가능성도 함께 높아진다.
네이티브 광고의 핵심으로 ㅍㅍㅅㅅ의 이승환 대표는 유머, 해학과 진지함의 절충선을 찾는 것이 중요하다고 이야기한다. 그는 "너무 가벼우면 브랜드를 상실하고 또 너무 무거우면 공유가 안 된다"고 언급했다.
네이티브 광고가 저널리즘을 훼손할 가능성이 있다는 우려가 있고 기사 형태의 네이티브 광고는 독자들을 헷갈리게 할 수 있다는 의견도 있다.

## 같이 보기
- 콘텐츠 마케팅
- 디지털 마케팅
- 마케팅 커뮤니케이션
- 온라인 광고
- 제품 간접 광고